# جوزيف غارنت وود
جوزيف غارنت وود (بالإنجليزية: Joseph Garnett Wood)‏ هو عالم نبات أسترالي، ولد في 2 سبتمبر 1900 في أديلايد في أستراليا، وتوفي في 8 ديسمبر 1959.